# Aporosa chondroneura
Aporosa chondroneura là một loài thực vật có hoa trong họ Diệp hạ châu. Loài này được (Airy Shaw) Schot mô tả khoa học đầu tiên năm 1995.